# Аргентински танго
Танго је оригинално био плес импровизације који је комбиновао ритам и покрете неколико ранијих музичких и плесних традиција. Најупечатљивији траг су оставили "цандомбе”, аргентинска верзија плеса робова из Африке, које су донели у луку Буенос Ајреса. Други извор је била кубанска „хабанера“, мешавина француских, колонијалних контрадансе са афричким утицајем. Елементи кубанске хабанере и европске полке су се спојили у локални аргентински плес „милонга“. Милонга је првобитно била песма пуна импровизације коју су певали паyадорес или фолк певачи аргентинских степа, пампаса. Као плес, постала је популарна међу компадритосима, на улицама Буенос Ајрес-а 70-их година 19. века. Неки историчари верују да су управо ови компадритоси импровизовали и имитирали покрете црначких цандомбе играча и спојили их у милонге, које су и стварале прве танго ноте касних 1870-их.

## Опис Танго плеса
Условно све до 1900. године можемо рећи да је то прва фаза у тангу, карактеристична по импровизацији, где су музичари на слух пратили плесаче а не обрнуто. Где је музика била живахнија и веселија, али је то период који је изнедрио врсне музичаре и композиторе танга који га уводе у његово златно доба.
Период од 1900. до 1920. године познат као „гуардиа виеја“ назван по композиторима тзв. старе гарде који су развили танго у једну од најинтересантнијих и најлепших музичких облика.
Период од 1920. до 1940. Аргентинци зову златно доба танга. Танго у ствари тада добија данашњи облик. То је резултат неколико истовремених дешавања. Најезда досељеника из Европе доприноси да се танго пренесе у Европу и стекне невероватну популарност, јер га у Европи прихватају виши слојеви друштва. Тада добија и вокалну црту са преовлађујуће лирским песмама. Оркестри се повећавају а ноте записују.
Затворен плесни став танга је настао под утицајем европских плесова, полке, мазурке...
Најпознатија танго нумера је (шп. La cumparsita), настала 1917. у Монтевидеу, а данас је то званична дрзавна химна Уругваја.
Најпознатији танго ствараоци су певач, глумац и гитариста Арлос Гардел и композитор и бандеониста Астор Пиазола. Они су допринели глобалној популарности танга. Управо је Астор Пиазола кривац што бандеон, малу хармонику пореклом из Немачке, уско повезују са тангом иако су први инструменти танга били флаута, виолина, гитара, кларинет и клавир, а касније европљани доносе мандолину и бандеон.
Кораци танга, нарочито за даме су се такође развијали. Како се хаљина са годинама скраћивала тако је дами омогућавала разноврсније плесне кораке и варијације. За мушкарце је то био и остао мачо плес.
Често су се на милонгама у предградјима Буенос Ајрес-а дешавале туче уз коришћење ножева измећу локалних кланова, па није случајно што танго кораци подсећају на кораке при борби ножевима.
Друга прича је да су гаучоси од јахања имали савијена колена, мирисали на зној, па ни парфем барских дама то није могао да пригуши, тако да су морале да окрећу и забацују главу у десну страну и тако је настао плесни став.
Треца прича је да су мушкарци морали да се надмећу у танго плесу у бару за наклоност даме, затим би јој климнули главом па на коме она задржи поглед тај је победник. Разлог томе је што је однос мушкараца у односу на жене у том периоду био несразмерно велики па су се чак осниване школе где су мушкарци заједно вежбали месецима за пар минута плеса са барском дамом.
Од октобра 2009. године танго је постао део светске културне баштине, и то не случајно већ заслугом генерација танго музичара, композитора, плесача - једном речју танго стваралаца.
Када се каже танго пре свега се мисли на аргентински танго или “танго аргентино” што је својеврсни, можда, најпознатији бренд ове земље. Данас танго не морате тражити по забитим четвртима Буенос Ајрес-а, он је ту поред вас, у центрима свих светских метропола.

## Аргентински танго или Танго аргентино
Аргентински танго или Танго аргентино има такође неколико подстилова.
Данас су доминантни „салонски танго“ и „танго милонгеро“ односно милонга. Музика је у 2/4, 4/8, и 4/4 такту. У последње време се плеше и „танго валс“ односно танго валцер где је музика у 3/4 такту. Темпо мозе бити бржи и спорији и може бити променљив и у једној плесној нумери.
Постоји подела и на „сценски танго“, карактеристичан по веома захтевним фигурама скоро акробацијама, као и на електро танго (танго нуево).
Код аргентинског танга став је затворен, груди на груди, мозе образ уз образ, али и као у валцеру отворен став (танго валс).
Затворен став омогућава стабилно вожење од стране мушкарца, а жени омогућава пуну слободу покрета ногама.
Танго аргентино је потребно везбати дуже време да би се савладао, зато што је кретање специфицно са савијеним коленима, што у другим плесовима не постоји, и ова ставка даје каректер тангу.
Ритам танга омогућава импровизацију, дакле нема класичног основног корака који се научи па се онда уче фигуре као надградња, али баш због тога је потребно време да се овлада ритмом да би могло да се импровизује. Због затвореног, интимног става, такође је потребно време да би се овладало правилним вођењем.
Због свега овог многи покушавају да науче танго па одустају на почетку јер не виде одмах напредак. Учење танга захтева концентрацију и стрпљење. Наравно, зависи много и од инструктора плеса, односно од тога које информације дају и како ради са почетницима. Често се на почетку много више прича о тангу него што се плеше.
Као крајњи резултат ће се појавити нешто што је симбол танга. Плесачи који науче танго стварно му постају верни и посвећени. Танго им у правом смислу речи постаје страст.
Салонски танго омогућава да га без напора играју и људи трећег доба. Ово је такође и плес где има највише плесача старијих генерација, за разлику од осталих плесова где преовлађују млади.

## Танго у Србији
У Београду, захваљујући неколицини посвећених танго учитеља и њихових танго школа могуће је неколико пута недељно на различитим местима играти танго на „милонга“ вечерима односно танго плесним вечерима.

## Танго у Републици Српској
У Бања Луци однедавно постоји танго школа а одржавају се и „милонга“ вечери. 